# Казакова, Елена Ивановна
Елена Ивановна Казакова (род. 1 февраля 1958 года, Ленинград, РСФСР, СССР) — советский и российский учёный-педагог, доктор педагогических наук, почетный доктор БФУ им. И. Канта, директор Института педагогики СПбГУ, член-корреспондент РАО (2016), научный руководитель Центра развития педагогического образования Российской академии образования, председатель Федерального учебно-методического объединения в сфере высшего образования по УГСН 44.00.00 «Образование и педагогические науки». Автор более 130 научных работ в педагогической области.

## Биография
Родилась в Ленинграде. Мать — преподаватель русского языка и литературы. Среднее образование получала в Ленинграде в общеобразовательной школе № 8 (1965—1973). Закончила 38-ю физическую школу (1973—1975), которая в 1976 была объединена с физико-математическим лицеем № 30. В 1979 году окончила Ленинградский ордена Трудового Красного Знамени государственный педагогический институт им. А. И. Герцена, специальность «учитель математики». После окончания вуза работала в школе, где прошла путь от учителя математики до директора школы. В 1985 году по завершении аспирантуры РГПУ им. А. И. Герцена защитила кандидатскую диссертацию на тему «Формирование ориентации на профессию учителя у студентов младших курсов педагогического института в ходе практики».
С 1983 по 1998 год последовательно работала на кафедре педагогики РГПУ им. А. И. Герцена ассистентом, старшим преподавателем, доцентом и профессором. В 1998 году перешла на работу в Институт специальной педагогики и психологии (Санкт-Петербург) в качестве первого проректора.
В 1995 году защитила докторскую диссертацию на тему «Теоретические основы развития общеобразовательной школ (системно-ориентационный подход)» (13.00.01 — теория и история педагогики).
С 1998 по 2018 год — профессор кафедры непрерывного филологического образования и образовательного менеджмента Санкт-Петербургского государственного университета, с 2018 года по настоящее время — профессор кафедры педагогики, директор Института педагогики Санкт-Петербургского государственного университета.
С 2000 года по 2007 год работала в негосударственном образовательном учреждении Школа им. А. М. Горчакова, где стала первым директором и основателем педагогической системы.
В 2016 году избрана членом-корреспондентом РАО по Отделению русского языка и словесности.
В 2018 году по инициативе Казаковой в Санкт-Петербургском государственном университете был создан Институт педагогики, который на протяжении уже нескольких лет готовит учителей, методистов, методологов и дизайнеров новых образовательных систем.
В 2021 году стала лауреатом премии Российского профессорского собрания в номинации «Профессор года».

## Научная деятельность
Вся научно-профессиональная деятельность Казаковой была и остается связанной с современной школой, с подготовкой кадров для системы педагогического образования.
Повышение качества педагогического образования, разработка методологии системного проектирования с опорой на ценностные ориентиры нравственного воспитания выступают сегодня в качестве непреложного условия реализации значимых государственных и научно-образовательных программ. Наиболее существенными характеристиками системно-ориентационного подхода, разработанного Казаковой в рамках её докторской диссертации, являются положения: о школе как субъекте своего развития; об ориентационном поле как системообразующем компоненте развивающейся школы; об ориентации на успех как необходимом условии субъектного развития в филологическом образовании. Системный подход в педагогическом образовании выступает в качестве методологии проектирования образовательных систем; позволяет сделать заключение о правомочности аналогового моделирования процессов развития личности и образовательной системы; позволяет рассмотреть образовательную систему как субъект своего развития; сформулировать дидактические принципы работы с учебным текстом в образовательном пространстве.
В настоящее время системно-ориентационный подход, разработанный Казаковой, продуктивно используется при решении задач развития педагогического образования в условиях цифровой трансформации общества": понимание и решение проблем развития педагогических кадров может быть осуществлено только на основе комплексного системного анализа запроса образовательной системы к системе непрерывного педагогического образования; развитие одной системы является условием и следствием развития другой; современная образовательная реальность представляет собой единство подлинной физической и духовной реальности и её цифрового дополнения; развитие человеке в современном мире происходит в условиях гибридной образовательной среды. Ведущим научным убеждением Казаковой выступает уверенность в том, что цифровая трансформация неизбежна, но должна осуществляться не как самоцель, а как средство сохранения и развития культуры человечества и самого человека. Следствием системно-ориентационного подхода к развитию системы педагогического образования стали технологии персонализированного образования, понимаемого в единстве субъектной позиции ученика в системе образования, образовательной деятельности как совместной деятельности носящей полисубъектный характер, понимания значимости выбора только в единстве с ответственностью за реализацию выбора.
Научно-методическая работа базируется на ценностно-смысловом фундаменте лучших традиций Российского образования; направлена на раскрытие потенциала педагогического образования в большинстве областей общественной жизни; способствует формированию нового поколения педагогов, для которых уважение к научно-педагогической традиции сочетается с готовностью к освоению новых технологий.
Автор более 130 научный работ, под её руководством защищено 2 докторских и 14 кандидатских диссертаций. Наиболее значимыми публикациям, повлиявшими на развитие отечественной педагогической науки и практики можно назвать следующие:
- Традиционные ценности современного российского педагогического образования (в соавт. О. Ю. Васильева, В. С. Басюк) // Вестник Московского университета. Серия 20. Педагогическое образование, 4-17 1, 2022[11]
- Результаты мониторинга педагогического образования: ценностно-смысловая интерпретация (в соавт. В. С. Басюк, Е. Г. Врублевская)/Вестник Московского университета. Серия 20. Педагогическое образование, 152—1681, 2022[12]
- Отношение учеников и учителей к обратной связи: противоречия и тенденции развития (в соавт. А. А. Азбель, Л. С. Илюшин, П. А. Морозова)/ Образование и наука 24 (7), 76—109[13]
- Переход к экстренному дистанционному обучению в условиях пандемии в призме переживания студентами трансформации образовательной среды вуза // Образование и наука 23 (8), 111—146[14]
- Развивающий потенциал школы: опыты нелинейного проектирования // Новое в психолого-педагогических исследованиях. — 2013. — № 2. — С. 37—50[15].
- Об отражении понятия «открытое образование» в педагогической теории и практике // Письма в эмиссия.оффлайн: электронный научный журнал. — 2012. — № 3. — С. 1752[16].
- Теоретические основы развития общеобразовательной школы (системно-ориентационный подход) // Педагогика. — 2004. — № 9. — С. 56.
- Диалог на лестнице успеха. Книга для учителей и родителей / Санкт-Петербург, 1997[17].

## Награды
- Награждена премией и почетным знаком «За успехи в деле гуманизации школы Санкт-Петербурга»[18]
- Награждена медалью Министерства науки и высшего образования Российской Федерации «За вклад в реализацию государственной политики в области образования». 17.09.2021. Удостоверение № 1389 к/н
- Лауреат премии Российского профессорского собрания в номинации «Профессор года» (2021)[8].
- Награждена почетным знаком «За заслуги перед Петербургом», 30.09.2014 № 191-пгк
- Награждена Медалью имени М. Н. Скаткина Российской Академии Образования, 22 декабря 2022 № 12/6
- Награждена памятным знаком «350 лет Петру Великому», 01.02.2023 № 38-пгк
- Награждена медалью «За вклад в развитие детского общественного движения», 24.12.2020 № 154